# Brycon henni
Brycon henni és una espècie de peix de la família dels caràcids i de l'ordre dels caraciformes.

## Morfologia
- Els mascles poden assolir 35 cm de llargària total i 470 g de pes.[4]

## Hàbitat
Viu en zones de clima tropical.

## Distribució geogràfica
Es troba a Sud-amèrica, a les conques fluvials transandines de Colòmbia.